# 12,7 × 55 мм СЦ-130
12,7 × 55 мм СЦ-130 — российский винтовочный боеприпас, созданный в ЦКИБ СОО для малошумного и беспламенного поражения защищённых целей и живой силы в тяжёлых бронежилетах на дальностях до 600 метров. Патроны используют специально изготовленные утяжелённые пули и относительно короткие гильзы цилиндрической формы длиной 55 мм, энергетического потенциала которых хватает только на дозвуковой выстрел (в случае использования самых тяжёлых пуль). Пули меньших масс могут разгоняться и до сверхзвуковых скоростей, но в патронах для бесшумной стрельбы при переходе на пулю меньшей массы, соразмерно ослабляют и пороховой заряд, чтобы начальная скорость пули оставалась дозвуковой. Стандартная винтовочная пуля калибра 12,7 мм весит около 50 граммов. Пуля дозвукового винтовочного патрона калибра 12,7 × 55 может весить от 50 до 76 граммов. Полная длина 12.7 мм патрона СЦ-130 составляет 97,3 мм против 147,5 мм у «обычного» отечественного крупнокалиберного патрона 12,7 × 108 мм. За счёт сравнительно небольшой (для выбранного калибра, разумеется) дульной энергии оружие под него получилось практически в два с половиной — три раза легче, чем винтовки под «обычные» крупнокалиберные патроны 12,7 × 108 мм или 12,7 × 99 мм НАТО.

## История создания
Разработка боеприпаса проходила в рамках опытно-конструкторских работ по теме «Выхлоп», в результате которой должен был быть представлен новый снайперский комплекс, состоящий из бесшумной снайперской винтовки и номенклатуры патронов к ней. Одно из требований тактико-технического задания предусматривало значительное превосходство нового боеприпаса над штатными патронами 9 × 39 мм по поражающему действию и дальности действительного огня. Окончательный вариант задания оформился и был подписан летом 2001 года, в соответствии с ним исполнителем стало Центральное конструкторское бюро спортивного и охотничьего оружия (ЦКИБ СОО), руководителем конструкторского коллектива — Владимир Злобин. Прототип снайперской винтовки поступил на предварительные испытания во второй половине 2002 года, которые завершились в декабре. В феврале 2004 года представленный образец успешно выдержал государственные испытания и 11 мая был принят вместе с новым патроном 12,7 × 55 мм на вооружение под обозначением ВКС.

## Достоинства и недостатки
Как и все боеприпасы, патрон 12,7 × 55 мм имеет свои достоинства и недостатки:
| Достоинства | Недостатки                                                                                       |
| --- | ------------------------------------------------------------------------------------------------ |
| Очень большое останавливающее действие пули. Так по заказу ФСБ этот патрон специально был создан, чтобы остановить террористов одним выстрелом даже под действием психотропных и наркотических веществ. | Меньшая убойная сила по сравнению с полноразмерными патронами 12,7 × 99 мм НАТО и 12,7 × 108 мм. |
| Высокая пробиваемость. | Меньшая настильность, чем у более скоростных патронов. Высокая цена патрона.                     |
| Тихий звук выстрела. | После 600 метров эффективность резко снижается, из-за невысокой начальной скорости пули.         |

## Номенклатура патронов
- СЦ-130 ПТ — повышенной точности с оболочечной пулей от патрона 7Н34.
- СЦ-130 ПТ1 — опытный патрон с пулей повышенной точности.
- СЦ-130 ПТ2 — с бронзовой пулей.
- СЦ-130 ВПС — повышенной пробивной способности с бронебойной пулей с двойным сердечником[3].
- СЦ-130 ПУ — учебный патрон.

## Оружие под патрон
- РШ-12 — штурмовой револьвер

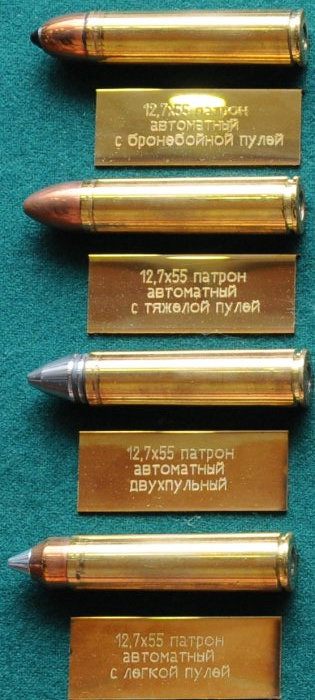
Патроны 12,7 × 55 мм для АШ-12 (ШАК-12)

- АШ-12 (ШАК-12) — крупнокалиберный штурмовой автомат для сил специального назначения
- ВССК «Выхлоп» — бесшумная крупнокалиберная снайперская винтовка
- МЦ-558 — крупнокалиберный охотничий карабин